# جيريمي إيفانز
جيريمي إيفانز (بالإنجليزية: Jeremy Evans)‏ مواليد 24 أكتوبر 1987 في مونرو، هو لاعب كرة سلة محترف أمريكي بدأ مسيرته الاحترافية في سنة 2010 حيث تم اختياره من قبل فريق يوتاه جاز خلال الدرافت، يلعب مع فريق دالاس مافيريكس في الرابطة الوطنية لكرة السلة ويحمل الرقم 21. يبلغ طوله 6 قدم 9 بوصة (2.1 م).

## فرق لعب لها
- يوتاه جاز
- دالاس مافيريكس

## إحصائيات المسيرة

### الموسم الاعتيادي
| السنة   | الفريق         | لعب | بدأ | دقيقة | ميداني% | ثلاثية | حرة  | ارتداد | صنع | استلاب | تصدي | نقطة |
| ------- | -------------- | --- | --- | ----- | ------- | ------ | ---- | ------ | --- | ------ | ---- | ---- |
| 2010–11 | يوتاه جاز      | 49  | 3   | 9.4   | .661    | .000   | .703 | 2.0    | .5  | .3     | .3   | 3.6  |
| 2011–12 | يوتاه جاز      | 29  | 0   | 7.5   | .643    | .000   | .500 | 1.7    | .4  | .2     | .8   | 2.1  |
| 2012–13 | يوتاه جاز      | 37  | 0   | 5.8   | .614    | .000   | .636 | 1.6    | .3  | .2     | .4   | 2.0  |
| 2013–14 | يوتاه جاز      | 66  | 4   | 18.3  | .527    | .000   | .680 | 4.7    | .7  | .6     | .7   | 6.1  |
| 2014–15 | يوتاه جاز      | 38  | 0   | 7.0   | .552    | .400   | .828 | 1.9    | .3  | .3     | .3   | 2.4  |
| 2015–16 | دالاس مافيريكس | 30  | 2   | 8.4   | .542    | .250   | .714 | 1.8    | .1  | .2     | .3   | 2.4  |
| المسيرة |                | 249 | 9   | 10.5  | .568    | .231   | .687 | 2.6    | .4  | .4     | .5   | 3.5  |

## روابط خارجية
- جيريمي إيفانز على موقع الدوري الأوروبي لكرة السلة (الإنجليزية)
- جيريمي إيفانز على موقع إن بي أي (الإنجليزية)
- جيريمي إيفانز على موقع سبورتس رفرنس (الإنجليزية)
- جيريمي إيفانز على موقع كرة السلة الأوروبية.كوم (الإنجليزية)
- جيريمي إيفانز على موقع DraftExpress.com (الإنجليزية)
- جيريمي إيفانز على موقع إي إس بي إن.كوم (الإنجليزية)
- جيريمي إيفانز على موقع كلية كرة السلة في سبورتس رفرنس.كوم (الإنجليزية)
- جيريمي إيفانز على موقع ريلجم (الإنجليزية)
- جيريمي إيفانز على موقع بروبوليرز (الإنجليزية)
- جيريمي إيفانز على موقع سبورتس رفرنس (الإنجليزية)